# Korpijärvi (sjö i S:t Michel, Södra Savolax)
Korpijärvi är en sjö i kommunen S:t Michel i landskapet Södra Savolax i Finland. Sjön ligger 90,4 meter över havet. Arean är 75 hektar och strandlinjen är 6,87 kilometer lång. Sjön  ingår i Vuoksens huvudavrinningsområde.   Den ligger nära S:t Michel och omkring 220 kilometer nordöst om Helsingfors. 